# 德爾塔 (阿拉巴馬州)
德爾塔（英語：Delta）是一個位於美國阿拉巴馬州克萊縣的非建制地區和人口普查指定地區。根據2010年美國人口普查，該地人口為197人。

## 地理
德爾塔的座標為33°26′24″N 85°41′26″W / 33.44°N 85.69055°W，而該地最高點為海拔高度338米（即1109英尺）。